# Зоряні війни
«Зо́ряні ві́йни» (англ. Star Wars; МФА: [stɑːɹ wɔːɹz]) — культова епічна фантастична медіафраншиза, яка розповідає про різні конфлікти та війни в «далекій-далекій галактиці». Зокрема, основна сага, з якої все почалося, зосереджена на історії роду Скайвокерів — Енакіна, його дітей Люка і Леї та всіх, хто з ними пов'язаний.
Складається з 9 основних кінофільмів (саги); 2 спін-офів, що є складовими антології, а також анімаційних серіалів, мультфільмів, телефільмів, книг, коміксів, відеоігор, поєднаних єдиним всесвітом, придуманим американським режисером і кінопродюсером Джорджем Лукасом в кінці 1970-х. З цієї причини Зоряні війни є насамперед кіносерія, відтак фільми за нею задають канон для решти творів.
Офіційна дата створення проєкту — 25 травня 1977 року — дата виходу на широкий екран кінофільму «Зоряні війни» (нині це Епізод IV. Нова Надія), однак перший твір за всесвітом, однойменна книга-новелізація, з'явилася ще в 1976 році, оскільки продюсери побоювались провалу фільму в прокаті.

## Історія

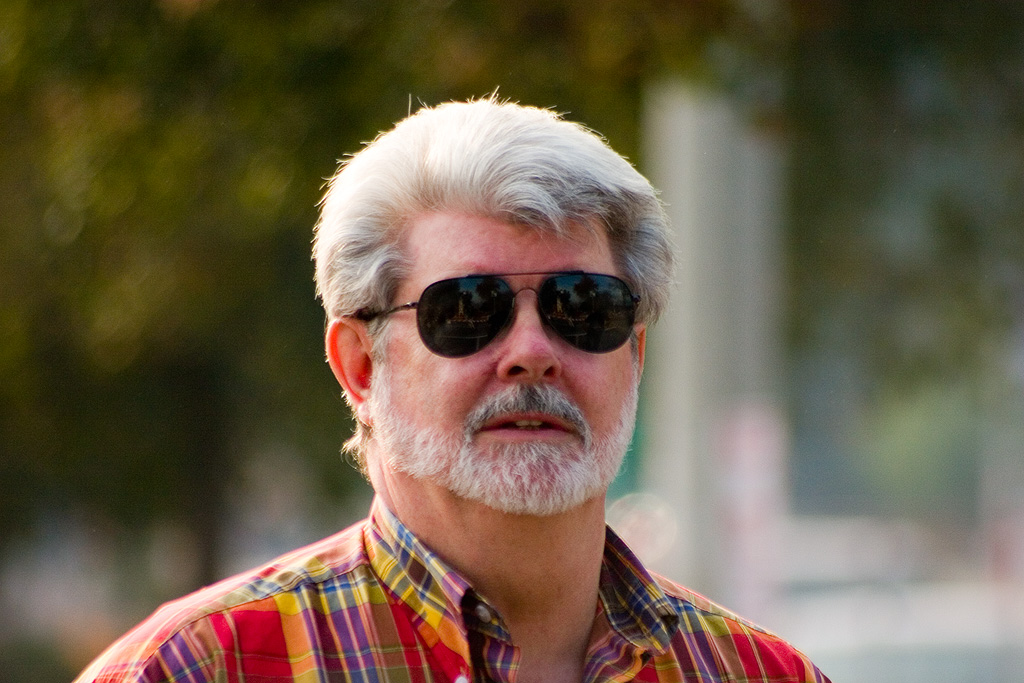
Джордж Лукас — творець франшизи і режисер перших чотирьох фільмів (I—IV).

1971 року Universal Studios спочатку погодилися робити «Американські графіті» та «Зоряні війни» за єдиним контрактом на обидва фільми, але пізніше другий фільм був відхилений ще на стадії концепції. «Графіті» були зняті до 1973 року, та через кілька місяців Лукас написав «Журнал віллів», що розповідає історію легендарних лицарів ордена джедай-бенду.
Засмучений тим, що його історія була занадто важка для розуміння, з 17 квітня 1973 року він розпочинає писати 13-сторінковий текст під назвою «Зоряні війни» (англ. The Star Wars), натхнення для якого він черпав з фільму Акіри Куросави «Троє негідників у прихованій фортеці». До 1974 року він розширив «Війни» до обсягу чорнового сценарію, придумавши такі елементи, як орден ситів, «Зірка смерті», і головного героя на ім'я Аннікін Старкіллер (англ. Annikin Starkiller). З-поміж джерел натхнення Лукаса особливо виділяються серії фантастичних творів про Флеша Гордона, Перрі Родана, і твори про Барсум (Марс) Едгара Барроуза. Історію було поділено на епізоди, з яких для екранізації Лукас обрав четвертий, на його думку найлегший для сприйняття і найцікавіший. На зніманні застосовувалися передові технології спецефектів (зокрема хромакей), а сюжет використовував схему мономіфу. Впродовж роботи над сценарієм багато персонажів і локацій зазнали кардинальних змін. Попри прогнози, випущений 1977 року фільм здобув величезний успіх.
Фільм «Зоряні війни» заснував трилогію, куди увійшли епізоди IV, V і VI оригінального сценарію. На їх знімання Джордж Лукас отримав більше коштів, ніж на оригінальний фільм, що дозволило сповна реалізувати задумане. Так, у 1980 вийшов у прокат «Зоряні війни: Імперія завдає удару у відповідь», а 1983 «Зоряні війни: Повернення джедая». Стрічки стали революційними у кількох сферах. Перший фільм став блокбастером без кінозірок серед акторів. Разом з продовженнями він утворив єдину історію з наскрізним сюжетом, задавши модель для майбутніх кінотрилогій. Кожен фільм зібрав понад $200 млн, величезну на свій час суму. До того ж «Зоряні війни» показали, що на мерчендайзингу можна отримати більші прибутки, ніж навіть від самих фільмів. Ажіотаж навколо стрічок спонукав компанію LucasArts, засновану Лукасом, до випуску супутньої продукції: іграшок, романів і коміксів.
У 1999 році було засновано нову трилогію фільмів, за епізодами I, II й III оригінального задуму. Ними стали відповідно випущений 1999 «Прихована загроза», у 2002 «Атака клонів» і в 2005 «Помста ситів». Для їхнього створення активно застосовувалася комп'ютерна графіка. Разом з трилогією приквелів було перевидано оригінальну трилогію з перемонтажем і додаванням нових ефектів. Стрічки також стали успішними, однак місцями зазнали критики за відмову від класичних ефектів, гру акторів і заглиблення в зображення політики й переживань персонажів «Далекої галактики» замість «казкового» протистояння добра і зла.

## Всесвіт

Знаменитий вступ саги на прикладі IV епізоду.

Початковою фразою у всіх фільмах за Зоряними війнами є «A long time ago, in a galaxy far, far away…» (укр. Колись дуже давно в дуже-дуже далекій галактиці). Сага оповідає про життя різних цивілізацій та фракцій цієї галактики, з-поміж яких існують як люди, так і різноманітні інші мислячі істоти, високорозвинені та примітивні, численні фантастичні тварини і рослини. Історія охоплює тисячі років від давнини до «нинішнього» часу, зображеного перш за все у фільмах.
Більшу частину галактики в різні часи контролювала якась держава: Галактична Республіка, Галактична імперія, Нова Республіка або Верховний Порядок. Ці держави охоплювали чи охоплюють тисячі планет з різним населенням та рівнем розвитку. Найчисленнішим видом галактики є люди, які, подібно як на Землі, різняться рисами обличчя та кольором шкіри. Людська мова є базою для основної галактичної мови. Для зручності повісті основна галактична людська мова в оригіналі передається англійською мовою, а в перекладах фільмів на інших мови — мовою перекладу. Наприклад в українському перекладі Саги основна галактична мова людська мова передається українською мовою.
Галактика поділяється, залежно від устрою і значення, на регіони. Ті своєю чергою на сектори, планетні системи і окремі планети. Основними регіонами є Ядро, Колонії Ядра, Внутрішнє кільце, Регіон експансії, Середнє кільце, Зовнішнє кільце, Рукав Тінґел, Дикий простір і Невідомі регіони.
Ключовим поняттям для всесвіту Зоряних воєн є Сила — енергія чи поле, яка пов'язує все живе в галактиці. Багато мислячих істот вміють користуватися Силою, щоб отримувати подібні на магію можливості. Сила має Світлий і Темний бік, навколо протистояння яких обертається багато подій саги. Тоді як Світлий бік — це контроль власних емоцій та спрямування Сили для захисту миру, Темний бік — це слідування своїм емоціям, спрямування Сили на досягнення особистої могутності. Традиційно Світлий бік сповідують джедаї, а Темний — ситхи.
Літочислення традиційно ведеться від битви над планетою Явін, в якій повстанці на чолі з Люком Скайвокером знищили станцію «Зірка смерті» Імперії за кресленням, який викрав загін «Бунтар Один». Дати відповідно записуються ДБЯ (до битви над Явіном) і ПБЯ (після битви над Явіном).

### Ієрархія проєкту
Сьогодні ієрархія проєкту виглядає так:
- «Зоряні війни» (марка) — сукупність всіх матеріалів, випущених за офіційною ліцензією «Lucasfilm». Сюди входять канонічні та неканонічні твори, які складають історію всесвіту «Зоряних війн», фільми, література, відеоігри, іграшки, тематичні парки, сувенірна продукція та ін.
  - Всесвіт «Зоряних воєн» (англ. Star Wars Universe — SWU) — сукупність всіх матеріалів на тематику Зоряних воєн, випущених за офіційною ліцензією, які містять біографії вигаданих персонажів, описи подій, вигадані документи, хронології. Охоплює як канонічні твори, так і неканонічні[15].
    - Кіноепопея «Зоряні війни» — всі канонічні повнометражні картини франшизи.
      - Сага — дев'ять фільмів-епізодів (1977—2019), сюжети яких є основою для всієї франшизи[16].
      - Антологія — серія фільмів про різні події в галактиці, не пов'язаних між собою.

    - Легенди, раніше Розширений всесвіт «Зоряних воєн» (англ. Legends) — всесвіт Зоряних воєн за винятком кіноепопеї — доповнює і розширяє всесвіт, розповідаючи його історію від найдавніших часів до 137-го року після фільму Нової Надії. У проєкті зустрічається велика кількість нових персонажів, історій, моделей техніки та технологій, рас та тварин. Після виходу сьомої частини кіноепопеї вважається неканонічним. Проте деякі, порівняно рідкісні, його елементи внесені в канон вищих рангів[17].

У його рамках існує поділ за канонічністю. Найавторитетніший, G-канон (George Lucas-canon, або Канон Джорджа Лукаса), — це твори, канонічність яких підтверджена Джорджом Лукасом (кіноепопея, радіопостановки, новелізації) і до створення яких він мав безпосередній стосунок. Пізніші твори в ньому можуть перекривати старіші ретконом. T-канон (Television-canon, або Телевізійний Канон) складають деякі телевізійні серіали, події яких вважаються такими, що відбувалися поряд з фільмами кіноепопеї. C-канон (Continuity-canon, або Канон Безперервності (можна також перекласти як Нерозривний Канон або Послідовний Канон)) складають комікси, романи, настільні ігри, відеоігри, серіали, які мають окремі канонічні елементи. S-канон (Secondary canon, або Вторинний канон) утворений творами, випущеними до кіноепопеї, та вторинними творами, що пізніше частково стали складовими G-канону. N-канон (Non-canon, або Неканон) не є канонічним взагалі, описуючи альтернативні або визнані «Lucasfilm» неправдивими події. D-канон (Detours canon, або Обхідний канон) утворений гумористичними творами за «Зоряними війнами». База даних всіх творів, поділених за канонічністю, складає так званий голокрон (Holocron).

## Кіноепопея
Кінематографічний цикл Зоряні війни містить дев'ять епізодів і три трилогії, причому спочатку були зняті четвертий, п'ятий і шостий епізоди, лише через шістнадцять років — перший, другий і третій, і через десять — сьомий, восьмий і дев'ятий.
| Фільм                                          | Дата випуску                                                                          | Режисер(и)                                                                  | Сценарист(и)                                                          | Продюсер(и)                                       | Дистриб'ютор(и)      | Час                  | Стан1                                                                     |
| Оригінальна трилогія                           | Оригінальна трилогія                                                                  | Оригінальна трилогія                                                        | Оригінальна трилогія                                                  | Оригінальна трилогія                              | Оригінальна трилогія | Оригінальна трилогія | Оригінальна трилогія                                                      |
| ---------------------------------------------- | ------------------------------------------------------------------------------------- | --------------------------------------------------------------------------- | --------------------------------------------------------------------- | ------------------------------------------------- | -------------------- | -------------------- | ------------------------------------------------------------------------- |
| Епізод IV: Нова Надія                          | 25 травня 1977                                                                        | Джордж Лукас                                                                | Джордж Лукас                                                          | Гарі Карц                                         | 20th Century Fox     | 121 хв.              | Прем'єра в кінотеатрах Режисерські версії: 1997 VHS 2004 DVD 2011 Blu-ray |
| Епізод V: Імперія Завдає Удару у Відповідь     | 21 травня 1980                                                                        | Ірвін Кершнер                                                               | Джордж Лукас, Лі Бреккет та Лоуренс Кездан                            | Гарі Карц                                         | 20th Century Fox     | 124 хв.              | Прем'єра в кінотеатрах Режисерські версії: 1997 VHS 2004 DVD 2011 Blu-ray |
| Епізод VI: Повернення Джедая                   | 25 травня 1983                                                                        | Річард Марквенд                                                             | Джордж Лукас та Лоуренс Кездан                                        | Говард Казанян                                    | 20th Century Fox     | 131 хв.              | Прем'єра в кінотеатрах Режисерські версії: 1997 VHS 2004 DVD 2011 Blu-ray |
| Трилогія приквелів                             |                                                                                       |                                                                             |                                                                       |                                                   |                      |                      |                                                                           |
| Епізод I: Прихована Загроза                    | 19 травня 1999                                                                        | Джордж Лукас                                                                | Джордж Лукас                                                          | Рік Маккаллум                                     | 20th Century Fox     | 133 хв.              | Прем'єра в кінотеатрах Режисерські версії: 2011 Blu-ray                   |
| Епізод II: Атака Клонів                        | 16 травня 2002                                                                        | Джордж Лукас                                                                | Джордж Лукас та Джонатан Гейлс                                        | Рік Маккаллум                                     | 20th Century Fox     | 142 хв.              | Прем'єра в кінотеатрах Режисерські версії: 2011 Blu-ray                   |
| Епізод III: Помста Ситхів                      | 19 травня 2005                                                                        | Джордж Лукас                                                                | Джордж Лукас                                                          | Рік Маккаллум                                     | 20th Century Fox     | 140 хв.              | Прем'єра в кінотеатрах Режисерські версії: 2011 Blu-ray                   |
| Трилогія сиквелів                              |                                                                                       |                                                                             |                                                                       |                                                   |                      |                      |                                                                           |
| Епізод VII: Пробудження Сили                   | 18 грудня 2015                                                                        | Дж. Дж. Абрамс                                                              | Лоуренс Кездан, Дж. Дж. Абрамс та Майкл Арндт                         | Кетлін Кеннеді, Дж. Дж. Абрамс та Брайан Барк     | Walt Disney Pictures | 135 хв.              | Прем'єра в кінотеатрах                                                    |
| Епізод VIII: Останні Джедаї                    | 15 грудня 2017                                                                        | Раян Джонсон                                                                | Раян Джонсон                                                          | Кетлін Кеннеді та Рам Бергман                     | Walt Disney Pictures | 152 хв.              | Прем'єра в кінотеатрах                                                    |
| Епізод IX: Скайвокер. Сходження                | 20 грудня 2019                                                                        | Дж. Дж. Абрамс                                                              | Дж. Дж. Абрамс та Кріс Терріо                                         | Кетлін Кеннеді, Дж. Дж. Абрамс та Мішель Ріджвен  | Walt Disney Pictures | 141 хв.              | Прем'єра в кінотеатрах                                                    |
| Невідомий епізод                               | ТВА                                                                                   | Тайка Вайтіті                                                               | Тайка Вайтіті і Крісті Вілсон-Каірнс                                  | Кетлін Кенеді                                     | ТВА                  | ТВА                  | Прем'єра у кінотеатрах                                                    |
| Зоряні війни: Зоря джедаїв                     | ТВА                                                                                   | Джеймс Менголд                                                              | Джеймс Менголд                                                        | Джеймс Менголд                                    | ТВА                  | ТВА                  | Прем'єра у кінотеатрах                                                    |
| Фільм про Епоху повстання без назви            | ТВА                                                                                   | Дейв Філоні                                                                 | Дейв Філоні                                                           | Дейв Філоні                                       | ТВА                  | ТВА                  | Прем'єра у кінотеатрах                                                    |
| Фільм про Новий орден джедаїв без назви        | ТВА                                                                                   | Шармін Обейд-Чіной                                                          | Стівен Найт                                                           | Стівен Найт                                       | ТВА                  | ТВА                  | Прем'єра у кінотеатрах                                                    |
| Невідомий епізод                               | ТВА                                                                                   | Шон Леві                                                                    | ТВА                                                                   | ТВА                                               | ТВА                  | ТВА                  | Прем'єра в кінотеатрах                                                    |
| Антологія                                      |                                                                                       |                                                                             |                                                                       |                                                   |                      |                      |                                                                           |
| Бунтар Один Зоряні війни. Історія              | 16 грудня 2016                                                                        | Гарет Едвардс                                                               | Джон Нолл та Гері Вітта (історія) Кріс Вайц та Тоні Гілрой (сценарій) | Кетлін Кеннеді, Еллісон Шірмур та Саймон Емануель | Walt Disney Pictures | 133 хв.              | Прем'єра в кінотеатрах                                                    |
| Соло Зоряні війни. Історія                     | 25 травня 2018                                                                        | Філ Лорд, Крістофер Міллер та Рон Говард                                    | Лоуренс Кездан та Джон Кездан                                         | Кетлін Кеннеді та Лоуренс Кездан                  | Walt Disney Pictures | 135 хв.              | Прем'єра в кінотеатрах                                                    |
| Мандалорець Зоряні війни. Історія (телесеріал) | 12 листопада 2019 (1-й епізод 1-го сезону) — 18 грудня 2020 (8-й епізод 2-го сезону}} | Дейв Філоні, Рік Фамуїва, Дебора Чоу, Брайс Даллас Говард, та Тайка Вайтіті | Джон Фавро, Дейв Філоні, Рік Фамуїва та Крістофер Йост                | Кетлін Кеннеді                                    | Walt Disney Pictures |                      | Розміщено для перегляду на інтернет-сервісі Disney+                       |
| Розбійницька ескадрилья                        | TBA                                                                                   | Петті Дженкінс                                                              | Метью Робінсон                                                        | Кетлін Кеннеді                                    | Walt Disney Pictures |                      | Прем'єра у кінотеатрах                                                    |

### Повнометражна анімація
| Фільм                      | Дата випуску   | Режисер(и)  | Сценарист(и)                                 | Продюсер(и)                   | Дистриб'ютор(и) | Час    | Стан                   |
| -------------------------- | -------------- | ----------- | -------------------------------------------- | ----------------------------- | --------------- | ------ | ---------------------- |
| Зоряні війни: Війни клонів | 15 серпня 2008 | Дейв Філоні | Генрі Гілрой, Стівен Мільчінг та Скотт Мерфі | Джордж Лукас та Катрін Віндер | Warner Bros.    | 98 хв. | Прем'єра в кінотеатрах |

## Хронологія
Кожна частина саги зоряних воєн охоплює власне зоряні війни (тобто військові конфлікти у галактиці), політичні події, і події в особистому житті головних героїв.
| Епізод                           | Хронологія                           | Зоряні Війни                           | Битви                     | Політичні події | Події в особистому житті персонажів |
| -------------------------------- | ------------------------------------ | -------------------------------------- | ------------------------- | --- | --- |
| Прихована загроза                | 32 рік До Битви біля планети Явин    | Війна з Торговою Федерацією            | Битва за планету Набу     | Сенатор Палпатін стає Канцлером. | Знайомство головних героїв, Енакіна Скайвокера викуповують з рабства і забирають служити в Орден Джедаїв.                                                                                       |
| Атака Клонів                     | 22 рік До Битви біля планети Явин    | Атака Клонів. Початок Війни Клонів     | Битва на планеті Геонозис | Канцлер Палпатін отримує надзвичайні повноваження по керівництву Армії Клонів. | Перше наближення Енакіна Скайвокера до Темної Сторони Сили, Енакін Скайвокер і Падме Амідала одружуються.                                                                                       |
| Помста ситхів                    | 19 рік До Битви біля планети Явин    | Завершення Війни Клонів.               | Битва на планеті Мустафар | Помста Ситхів. Канцлер Палпатін стає Імператором Палпатіном. Галактична Республіка реорганізована у Галактичну Імперію. Ліквідація Ордену Джедаїв. Початок спорудження Зірки Смерті. | Падіння Енакіна Скайвокера на Темну Сторону Сили. Смерть Падме Амідали. Народження дітей Енакіна Скайвокера Люка і Леї. Енакін Скайвокер/Дарт Вейдер стає другою людиною в Галактичній Імперії. |
| Нова Надія                       | Рік Битви біля планети Явин          | Галактична громадянська війна          | Битва біля планети Явін   | Канцлер Палпатін розпускає Сенат. Знищення планети Альдераан. Ліквідація Зірки Смерті.                                                                                               | Люк Скайвокер, Лея Орґана і Хан Соло вступають в Альянс Повстанців. |
| Імперія завдає удару у відповідь | 3 роки Після Битви біля планети Явин | Галактична громадянська війна          | Битва за планету Хот      | Імперія завдає удару у відповідь. | Люк Скайвокер стає джедаєм і зустрічається зі своїм батьком Енакіном Скайвокером/Дартом Вейдером                                                                                                |
| Повернення джедая                | 4 роки Після Битви біля планети Явин | Кінець Галактичної громадянської війни | Битва за планету Ендор    | Падіння Галактичної Імперії і її реорганізація в Нову Галактичну Республіку. | Повернення Джедая. Енакін Скайвокер повертається на Світлу Сторону Сили. Смерть Енакіна Скайвокера.                                                                                             |

## Трилогія приквелів
Після розлучення у 1987 році Джордж Лукас втратив велику частину свого статку і не мав бажання повертатись до Зоряних війн, і неофіційно скасував знімання сиквелу трилогії. Але після того, як Зоряні війни стали знову популярними, Лукас побачив, що в них досі багато шанувальників. 1993 року він анонсував, що зніме приквели. 1994 року Лукас почав писати сценарій до першого фільму, який мав назву «Епізод I: Початок», і в цей же час почав роботу над другим фільмом.
Трилогія фокусується на історії Енакіна Скайвокера. Будучи маленьким хлопчиком-рабом на пустельному Татуїні, його знаходить мудрий джедай-майстер Квай-Гон Джинн і відчуває величезну чутливість до Сили. Гинучи в дуелі з могутнім ситхом Дартом Молом, Квай-Гон дає право навчати Скайвокера своєму падавану (ученеві в термінології ордена) Обі-Вану Кенобі.
Через 10 років юнак Енакін і його вчитель стають ключовими свідками початку Воєн клонів — масштабного конфлікту між Республікою і маріонетковими сепаратистами, керованими орденом ситхів. Вони рятують від замаху сенатора Падме Амідалу і дають відсіч лорду ситхів Дарту Тиранусу.
На третій рік війни Республіка знемагає і юний Скайвокер, в страху втратити свою дружину, переходить на Темний бік Сили, клянучись у вірності Дарту Сідіусу — канцлеру Республіки, який довго приховував свою справжню сутність. Той реорганізує Республіку в Імперію, і на зміну Війнам клонів приходить жахливий терор Імперії.
«Епізод І: Прихована Загроза» вийшов на екрани в травні 1999 року та зібрав у прокаті $924,317,558. «Епізод ІІ: Атака клонів» вийшов на екрани в травні 2002 року та зібрав у прокаті $649,398,328. «Епізод ІІІ: Помста Ситхів» вийшов на екрани в травні 2005 року та зібрав у прокаті $848,754,768.

## Оригінальна трилогія
Оригінальну або класичну трилогію складають «Епізод IV: Нова Надія», «Епізод V: Імперія Завдає Удару у Відповідь», «Епізод VI: Повернення Джедая». Така нумерація була обрана з причини великого об'єму початкового сценарію — Лукас вирішив знімати з середини, оскільки помістив там найбільш цікаві, на його думку, події.
Через 20 років після Воєн клонів, Обі-Ван навчає сина Енакіна, Люка Скайвокера, Силі. Орден джедаїв знищений, а будь-які зачатки заколоту швидко усуваються Імперією. Убитий в дуелі з Дартом Вейдером Обі-Ван встигає передати падавану плани зловісної зброї Імперії — «Зірки смерті». Той рятує полонену принцесу Лею з бази і разом з контрабандистом Ханом Соло знищує імперську суперзброю, поціливши пострілом у її ваду, залишену ще проєктувальником Галеном Ерсо.
Через 3 роки після рішучої перемоги, Альянс повстанців все ще ховається від імперських сил на віддалених планетах Зовнішнього Кільця. Після виявлення однієї з їх баз на планеті Хот, лорд Вейдер вирушає туди і викурює повстанців з планети. Люку доводиться летіти в систему Дагоба, про яку розповідав до нього у видінні привид Обі-Вана, а Хан пропонує Леї попросити допомоги у його старого друга Лендо Калріссіана, що живе в Хмарному Місті на планеті Беспін. Поки Скайвокер на Дагоба вчиться у постарілого джедая-майстра Йоди, вони стають приманкою для нього в полоні у Дарта Вейдера. Люк, який відчув Силою біду, зриває навчання і летить на Беспін. Потрапивши в пастку, він хоробро дає відсіч Вейдеру в дуелі, однак той добиває його в кінці правдою про спорідненість. «Вислизнувши» з лап темного лорда, Скайвокер втікає з Калріссіаном, Чубаккою і Леєю з Беспіна, готуючись до останньої битви.
Поки друзі намагаються врятувати Хана, замороженого на Беспіні, з полону у татуїнського гангстера Джабби Хатта, Імперія закінчує будівництво нової бойової станції — другої «Зірки смерті», що має в кілька разів більшу потужність, ніж попередниця. Врятувавши Хана і викравши плани секретної зброї, повстанці готуються до битви біля супутника Ендор, поруч з яким будується бойова станція. Люк, чекаючи зустрічі з батьком і імператором Палпатіном, навмисно здається в полон, в той час як Хан, Лея і Лендо за допомогою місцевих аборигенів евоків здобувають перемогу над імперцями на Ендорі. Люк на Зірці смерті долає батька в дуелі, а імператору відмовляє стати його учнем. Дізнавшись про зраду свого майстра, Вейдер скидає Палпатина в глибокі шахти орбітальної станції, гинучи від втрати волі до життя. Люк встигає покинути місце боїв з тілом батька до того, як повстанці підірвуть станцію. На Ендорі він з почестями ховає Енакіна Скайвокера, зі схвалення духів його вчителів — Обі-Вана, Йоди, і самого Енакіна, який привидівся Люку у вигляді 29-річного юнака, яким той був під кінець Війн клонів.
«Епізод IV: Нова Надія» вийшов на екрани в травні 1977 року та зібрав у прокаті $775,398,007. «Епізод V: Імперія Завдає Удару у Відповідь» вийшов на екрани в травні 1980 року та зібрав у прокаті $538,375,067. «Епізод VI: Повернення Джедая» вийшов на екрани в травні 1983 року та зібрав у прокаті $475,106,177.

## Трилогія сиквелів
Третя трилогія започаткована «Епізодом VII: Пробудження Сили». Її події розгортаються через 30 років після Епізоду VI. Сюжет оповідає про долю героїв двох попередніх трилогій і боротьбу Опору та Нової Республіки проти Верховного Порядку — організації, що продовжує традиції Імперії.
Головний лиходій — син Хана Соло і Леї Органи Бен, колишній падаван Люка Скайвокера, який взяв з переходом на Темний бік ім'я Кайло Рен. Головні герої — шукачка технічного сміття з планети Джакку Рей, пілот Опору По та колишній штурмовик Фінн.
«Епізод VII: Пробудження Сили» вийшов на екрани в грудні 2015 року та зібрав в прокаті $2 068 223 624, ставши 3-м найкасовішим фільмом в історії.
«Епізод VIII: Останні джедаї» вийшов на екрани в грудні 2017 року та зібрав в прокаті $1 332 459 537, ставши 11-м найкасовішим фільмом в історії.
Дев'ятий епізод «Зоряні війни: Скайвокер. Сходження» вийшов у грудні 2019 року та зібрав в прокаті $1 074 144 248, ставши 32-м найкасовішим фільмом в історії.

## Трилогія сиквелів— 2
На початку 2020 року Раян Джонсон (режисер «Останніх джедаїв») натякнув на успішні переговори зі студією Lucasfilm і кураторкою франшизи, продюсеркою Кетлін Кеннеді, щодо наступної трилогії «Зоряних воєн». Офіційно про початок виробництва не повідомлялося.
У червні 2020 року розкриті подробиці майбутньої трилогії, режисером якої виступить Раян Джонсон. Ймовірно, події нових фільмів розгортатимуться відразу після дев'ятого епізоду. Центральним персонажем стане хлопчик з мітлою — Темір Блегг, показаний у фіналі «Сходження». Героїня Рей (Дейзі Рідлі), що виявилася онукою Палпатина, стане майстром для Темір і навчить його управлінню Силою. За словами інсайдерів, рідна дочка Рей виступатиме на стороні Сітхів, що загострить ситуацію.

## Розширений всесвіт
Розширений всесвіт або «Легенди Зоряних війн» — це сукупність матеріалів, випущених до 24 квітня 2014 року. Від 2014 року був оголошений новий канон «Зоряних війн», а твори зі старого канону випускаються під маркою «Легенди Зоряних війн». Спільними для обох канонів є перші 6 епізодів, перші 6 сезонів мультсеріалу «Зоряні війни: Війни клонів» та серія коміксів «Дарт Мол: Син Датомиру».

## Популярність і культурний вплив
Франшиза справила великий вплив на масову культуру (попкультуру), об'єднавши людей у фан-клуби, клуби рольової реконструкції. Кіноепопея започаткувала однойменний фантастичний піджанр в кінематографі, ставши каталізатором розквіту кінофантастики. Популярність проєкту виявилась настільки великою, що його назву громадськість перенесла на американську урядову програму СОІ (Стратегічна оборонна ініціатива) — «Зоряні війни».
По всьому світу існує безліч фанатських об'єднань шанувальників. Найбільше аудиторія яких себе проявляє у Сполучених Штатах та Великій Британії. В США часто проходять масові зібрання фанатів, що доходять до костюмованих фестивалів та парадів 501-го легіону (міжнародного фанатського об'єднання, ціль якого — збиратися, переодягнувшись штурмовиками, Дартами Вейдерами та іншими антагоністами). У Великій Британії 300 тисяч фанатів оголосили бажання визнання поняття Сили як основи своєї релігії.

### В Україні
В Україні вплив «Зоряних воєн» позначився на політиці через проведення політичних акцій та балотування осіб з ім'ям Дарт Вейдер на значні політичні посади (див. Дарт Вейдер в українській політиці). Зокрема, Вейдер Дарт Вікторович очолив виборчий список «Інтернет партії України» на парламентських виборах в Україні 2014 року. В Одесі було створено пам'ятник Дарту Вейдеру, перероблений з пам'ятника Леніну у рамках декомунізації.

## Пов'язана продукція

### Фільми
- Різдвяний епізод Зоряних воєн (1978) — неканонічний телефільм, спеціальний різдвяний епізод.
- Караван мужності: Пригоди евоків (1984) — телефільм, події якого відбуваються між п'ятим та шостим епізодами.
- Евоки: Битва за Ендор (1985) — продовження «Каравану мужності».
- The Great Heep (1986) — спеціальний епізод до анімаційного серіалу «Зоряні війни: Дроїди».
- Lego Star Wars: Revenge of the Brick (2005) — анімаційний короткометражний фільм, оснований на Епізоді III.
- Lego Star Wars: The Quest for R2-D2 (2009) — пародія, заснована на Епізоді II.
- Lego Star Wars: The Padawan Menace (2011) — комедійний спеціальний епізод, оснований на анімаційному телесеріалі «Зоряні війни: Війни клонів».
- Lego Star Wars: The Empire Strikes Out (2012) — комедійний спеціальний епізод, оснований на оригінальній трилогії.
- Бунтар Один. Зоряні Війни. Історія (2016) — приквел Епізоду IV.
- Соло. Зоряні Війни. Історія (2018) — приквел про історію молодого Хана Соло, події розвертаються між III та IV епізодами.
- Неназваний фільм антології (2020)
- Зоряні війни: ескадрилья розбійників (2027)

### Телесеріали
- Зоряні війни: Дроїди (1985) — анімаційний серіал, оснований на пригодах роботів R2-D2 та C-3PO між подіями Епізоду III та Епізоду IV.
- Зоряні війни: Евоки (1985) — анімаційний серіал про пригоди істот евоків за кілька років до подій Епізоду VI.
- Зоряні війни: Війни клонів (2003—2005) — анімаційний мінісеріал, події якого розгортаються між Епізодом II та Епізодом III.
- Зоряні війни: Війни клонів (2008—2013) — однойменний анімаційний серіал, на відміну від попереднього виконаний в 3D графіці.
- Зоряні війни: Повстанці (2014) — анімаційний мінісеріал, події якого розгортаються між подіями Епізоду III та Епізоду IV.
- Зоряні війни Леґо: Хроніки Йоди (2013) — анімаційний комедійний мінісеріал.
- Зоряні війни Леґо: Історії дроїдів (2015) — анімаційний комедійний мінісеріал.
- Зоряні війни: Сили долі (2017—2018) — анімаційний вебсеріал.
- Зоряні війни: Рух Опору (2018—2020) — анімаційний вебсеріал.
- Мандалорець (2019) — перший телесеріал з живими акторами, присвячений пригодам воїна з клану мандалорців, події якого відбуваються невдовзі після «Повернення джедая».
- Книга Боби Фетта (2021) — мінісеріал.
- Обі-Ван Кенобі (2022) — мінісеріал.
- Асока (2023) — мінісеріал.

## Торговельна марка
Star Wars — торговельна марка, власником якої є Lucasfilm. 1985 року ініціативні групи High Frontier and Committee for a Strong та Peaceful America використали цей термін для позначення політики президента США Рональда Рейгана. Lucasfilm подав позов за незаконне використання торговельної марки, але програв суд, що дозволив використання терміна у некомерційних цілях.